# 100 meter häck för damer i friidrott vid olympiska sommarspelen 2008
Damernas 100 meter häck i Olympiska sommarspelen 2008 ägde rum 17 - 19 augusti i Pekings Nationalstadion.
Kvalificeringsstandarden var 12,96 s (A standard) och 13,11 s (B standard). 

## Medaljörer
| Event          | Guld            | Guld  | Silver                    | Silver | Brons                          | Brons |
| 100 meter häck | Dawn Harper USA | 12.54 | Sally McLellan Australien | 12.64  | Priscilla Lopes-Schliep Kanada | 12.64 |

## Rekord
Före tävlingarna gällde dessa rekord:
| Världsrekord     | Jordanka Donkova | 12,21 s | Stara Zagora, Bulgarien | 20 augusti 1988 |
| Olympiskt rekord | Joanna Hayes     | 12,37 s | Aten, Grekland          | 24 augusti 2004 |

## Resultat
- Q innebär avancemang utifrån placering i heatet.
- q innebär avancemang utifrån total placering.
- DNS innebär att personen inte startade.
- DNF innebär att personen inte fullföljde.
- DQ innebär diskvalificering.
- NR innebär nationellt rekord.
- OR innebär olympiskt rekord.
- WR innebär världsrekord.
- WJR innebär världsrekord för juniorer
- AR innebär världsdelsrekord (area record)
- PB innebär personligt rekord.
- SB innebär säsongsbästa.
- w innebär medvind > 2,0 m/s

### Försöksheat
| Placering | Heat | Namn                        | Nationalitet        | Resultat | Noteringar |
| --------- | ---- | --------------------------- | ------------------- | -------- | ---------- |
| 1         | 1    | Josephine Onyia             | Spanien             | 12,68    | Q          |
| 2         | 1    | Susanna Kallur              | Sverige             | 12.68    | Q          |
| 3         | 2    | Vonette Dixon               | Jamaica             | 12.69    | Q, SB      |
| 3         | 5    | Brigitte Foster-Hylton      | Jamaica             | 12.69    | Q          |
| 5         | 4    | LoLo Jones                  | USA                 | 12.71    | Q          |
| 6         | 5    | Dawn Harper                 | USA                 | 12.73    | Q          |
| 7         | 2    | Priscilla Lopes-Schliep     | Kanada              | 12.75    | Q          |
| 8         | 3    | Delloreen Ennis-London      | Jamaica             | 12.82    | Q          |
| 9         | 3    | Sally McLellan              | Australien          | 12.83    | Q          |
| 10        | 4    | Anay Tejeda                 | Kuba                | 12.84    | Q          |
| 11        | 2    | Damu Cherry                 | USA                 | 12.91    | q          |
| 12        | 1    | Nevin Yanit                 | Turkiet             | 12.94    | q          |
| 13        | 2    | Carolin Nytra               | Tyskland            | 12.95    | q          |
| 14        | 3    | Sarah Claxton               | Storbritannien      | 12.97    | q          |
| 15        | 4    | Reïna-Flor Okori            | Frankrike           | 12.98    | q          |
| 15        | 1    | Aurelia Trywiańska-Kollasch | Polen               | 12.98    | q          |
| 17        | 5    | Anastassija Pilipenko       | Kazakstan           | 12.99    |            |
| 18        | 5    | Aleesha Barber              | Trinidad och Tobago | 13.01    | NR         |
| 19        | 4    | Christina Vukicevic         | Norge               | 13.05    | PB         |
| 20        | 4    | Tatjana Dektjareva          | Ryssland            | 13.05    |            |
| 21        | 5    | Jevgenija Snigur            | Ukraina             | 13.06    |            |
| 22        | 3    | Julija Kondakova            | Ryssland            | 13.07    |            |
| 23        | 3    | Angela Whyte                | Kanada              | 13.11    |            |
| 24        | 1    | Micol Cattaneo              | Italien             | 13.13    |            |
| 25        | 2    | Aleksandra Antonova         | Ryssland            | 13.18    |            |
| 25        | 1    | Lucie Škrobáková            | Tjeckien            | 13.18    |            |
| 27        | 4    | Natalja Ivoninskaja         | Kazakstan           | 13.20    |            |
| 28        | 2    | Derval O'Rourke             | Irland              | 13.22    |            |
| 29        | 5    | Nadine Faustin-Parker       | Haiti               | 13.25    |            |
| 30        | 4    | Toyin Augustus              | Nigeria             | 13.34    |            |
| 31        | 1    | Katsiarjna Paplauskaja      | Belarus             | 13.39    |            |
| 32        | 3    | Yenima Arencibia            | Kuba                | 13.43    |            |
| 33        | 2    | Maíla Machado               | Brasilien           | 13.45    |            |
| 34        | 5    | Dedeh Erawati               | Indonesien          | 13.49    | NR         |
| 35        | 3    | Flóra Redoúmi               | Grekland            | 13.56    |            |
| 36        | 3    | Edit Vári                   | Ungern              | 13.59    |            |
| 37        | 1    | Miriam Bobková              | Slovakien           | 13.65    |            |
| 38        | 2    | Fadwa Al Bouza              | Syrien              | 14.24    | SB         |
| 39        | 3    | Jeimy Bernardez             | Honduras            | 14.29    |            |
| 99        | 3    | Fatmata Fofanah             | Guinea              | DNF      |            |

### Semifinaler
| Placering | Heat | Namn                        | Nationalitet   | Reaktion | Resultat | Noteringar |
| --------- | ---- | --------------------------- | -------------- | -------- | -------- | ---------- |
| 1         | 1    | LoLo Jones                  | USA            | 0,172    | 12,43    | Q, PB      |
| 2         | 2    | Damu Cherry                 | USA            | 0.189    | 12.62    | Q          |
| 3         | 2    | Dawn Harper                 | USA            | 0.191    | 12.66    | Q          |
| 4         | 1    | Delloreen Ennis-London      | Jamaica        | 0.145    | 12.67    | Q          |
| 5         | 1    | Priscilla Lopes-Schliep     | Kanada         | 0.159    | 12.68    | Q          |
| 6         | 1    | Sally McLellan              | Australien     | 0.140    | 12.70    | Q          |
| 7         | 2    | Brigitte Foster-Hylton      | Jamaica        | 0.162    | 12.76    | Q          |
| 8         | 2    | Sarah Claxton               | Storbritannien | 0.145    | 12.84    | Q          |
| 9         | 2    | Vonette Dixon               | Jamaica        | 0.237    | 12.86    |            |
| 9         | 1    | Josephine Onyia             | Spanien        | 0.203    | 12.86    |            |
| 11        | 1    | Aurelia Trywiańska-Kollasch | Polen          | 0.118    | 12.96    |            |
| 12        | 1    | Carolin Nytra               | Tyskland       | 0.144    | 12.99    |            |
| 13        | 2    | Reïna-Flor Okori            | Frankrike      | 0.153    | 13.05    |            |
| 14        | 1    | Nevin Yanit                 | Turkiet        | 0.201    | 13.28    |            |
| 99        | 2    | Susanna Kallur              | Sverige        | 0.198    | DNF      |            |
| 99        | 2    | Anay Tejeda                 | Kuba           | 0.156    | DNF      |            |

### Final
| Placering | Bana | Namn                    | Nationalitet   | Reaktion | Tid   | Noteringar |
| --------- | ---- | ----------------------- | -------------- | -------- | ----- | ---------- |
| 1         | 6    | Dawn Harper             | USA            | 0,193    | 12,54 | PB         |
| 2         | 3    | Sally McLellan          | Australien     | 0,138    | 12,64 |            |
| 3         | 8    | Priscilla Lopes-Schliep | Kanada         | 0,174    | 12,64 |            |
| 4         | 7    | Damu Cherry             | USA            | 0,239    | 12,65 |            |
| 5         | 5    | Delloreen Ennis-London  | Jamaica        | 0,151    | 12,65 |            |
| 6         | 9    | Brigitte Foster-Hylton  | Jamaica        | 0,167    | 12,66 |            |
| 7         | 4    | LoLo Jones              | USA            | 0,185    | 12,72 |            |
| 8         | 2    | Sarah Claxton           | Storbritannien | 0,163    | 12,94 |            |